# Rosa de té

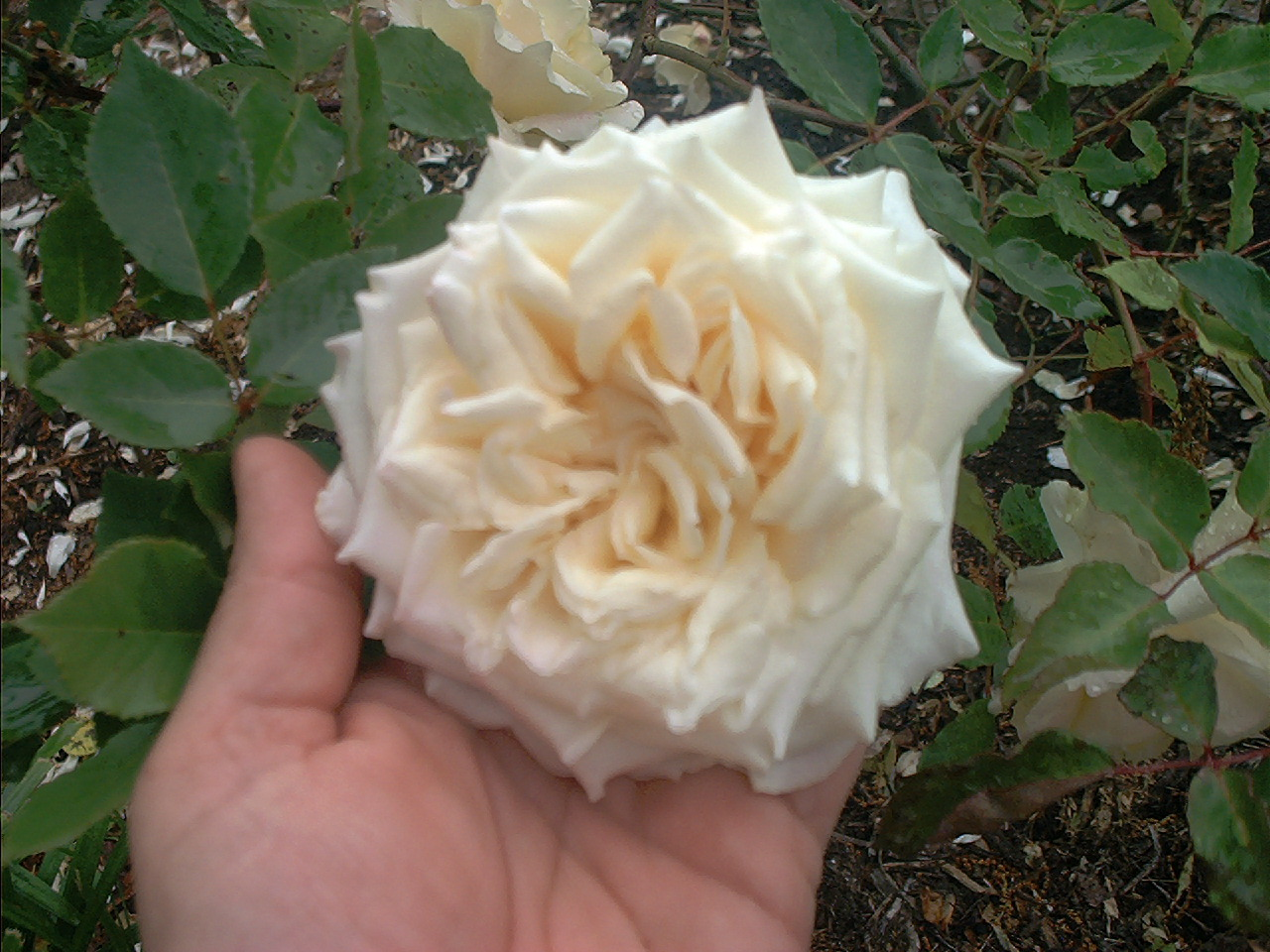
Rosa de té 'Mrs Dudley Cross' (Paul 1907).

Rosas de té también llamadas té, rosas tipo té, es un grupo de rosas antiguas de jardín,  cultivadas a partir del cruce de Rosa gigantea × Rosa chinensis. La original Té perfumada china ('Rosa × odorata') fueron cultivares orientales pensados para realizar híbridos de R. chinensis con R. gigantea, una rosa grande de escalada asiática con flores de color amarillo pálido.
Inmediatamente después de su introducción a principios del siglo XIX los cultivadores se pusieron a trabajar con ellos, sobre todo en Francia, cruzando primero con rosas de China y luego con las Bourbon y Noisettes. Las rosas de té son rosas con remontancia, llamadas de té por su fragancia que recuerda al té negro chino (aunque esto no es siempre el caso). 
La gama de colores incluye tonos pastel: blanco, rosa y (una novedad en ese entonces) de color amarillo a albaricoque. Las flores individuales de muchos cultivares son semi pendientes y con la cabeza gacha, debido a la debilidad de los tallos florales. 
En un Té "típico", los capullos puntiagudos producen floraciones centradas en alto que se despliegan en forma de espiral, y los pétalos tienden a retroceder en los bordes, produciendo un pétalo con una punta afilada, los tés son pues, los autores de la clásico forma de rosas de los "floristas" actuales. Los tallos tienden a ser laxos y arqueados, con pocas espinas. 

## Historia
Los Rosales Antiguos son las variedades que existían antes del año 1867. Son poco conocidos en el mercado actual. Poco a poco se van utilizando más, pues son increíblemente fuertes y robustos.
No requieren de muchos cuidados ya que tienen menos problemas de plagas y enfermedades. 
Según el historiador de las rosas Brent Dickerson, la clasificación del té se debe tanto a la comercialización como a la botánica; los viveristas del siglo XIX querían etiquetar sus cultivares con sede en Asia como "tés" si poseyeran la forma de la flor del té deseable, y "Chinas" si no lo hicieran. Al igual que el grupo China, los tés no son resistentes en climas más fríos. Ejemplos: 'Lady Hillingdon', 'Maman Cochet', 'Duchesse de Brabant', 'Mrs. Foley Hobbs'.

## Características
Las rosas té tienen apariencias a los Rosales antiguos.
No confundir con los "Híbrido de té".
Arbustos remontantes y trepadores. 
Flores solitarias o en grupos de 3; semidobles o dobles de suave perfume picante ligero. Florecen en verano-otoño. 
Las hojas son de color verde pálido y brillante. Resistentes. 
Necesitan posición protegida. Son recomendables para bancales y borduras. 

## Selección de cultivares
Algunas de las variedades de la rosa té y obtenciones conseguidas por distintos obtentores.

Detalles
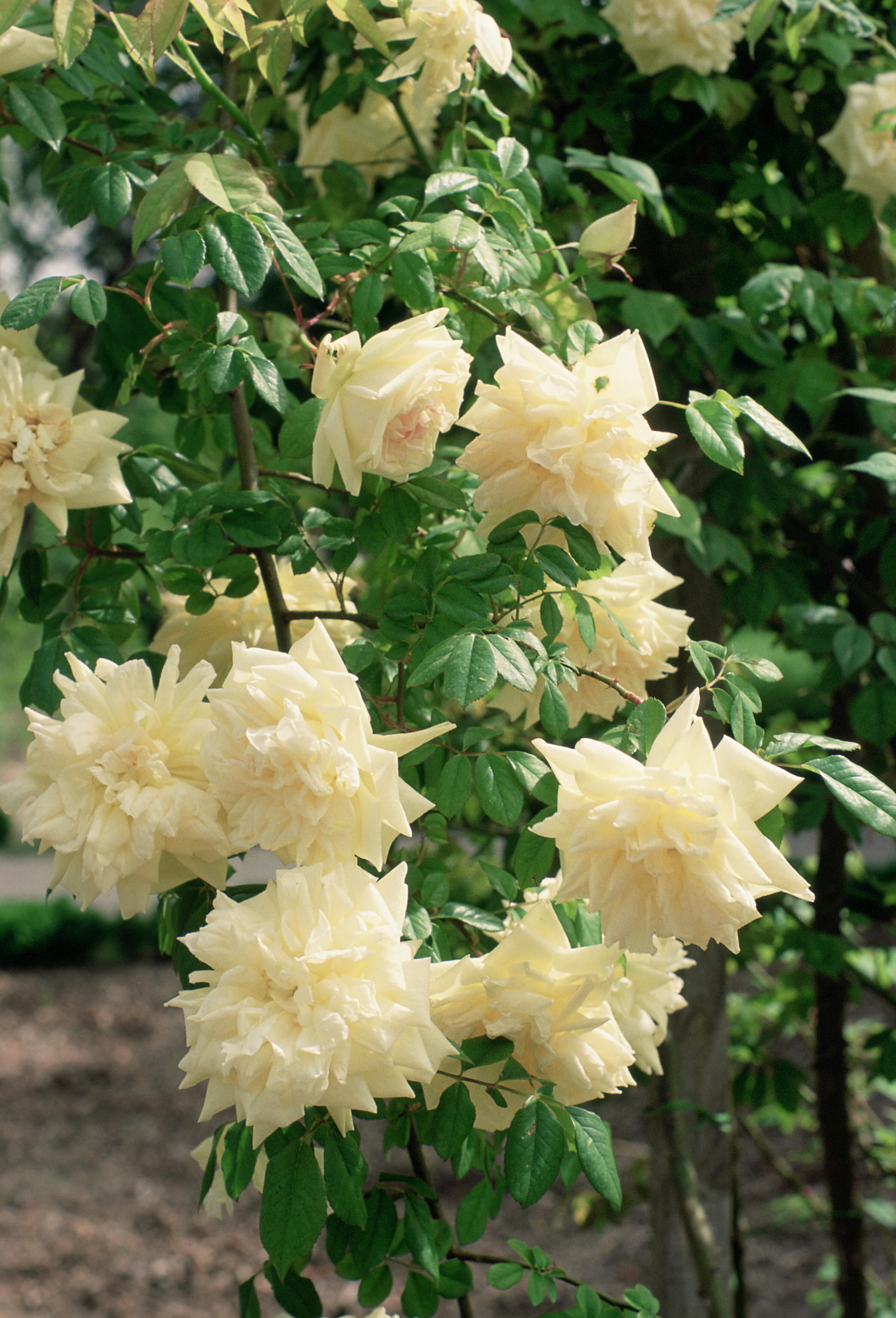
'Parks Yellow Tea-scented China', 1824.
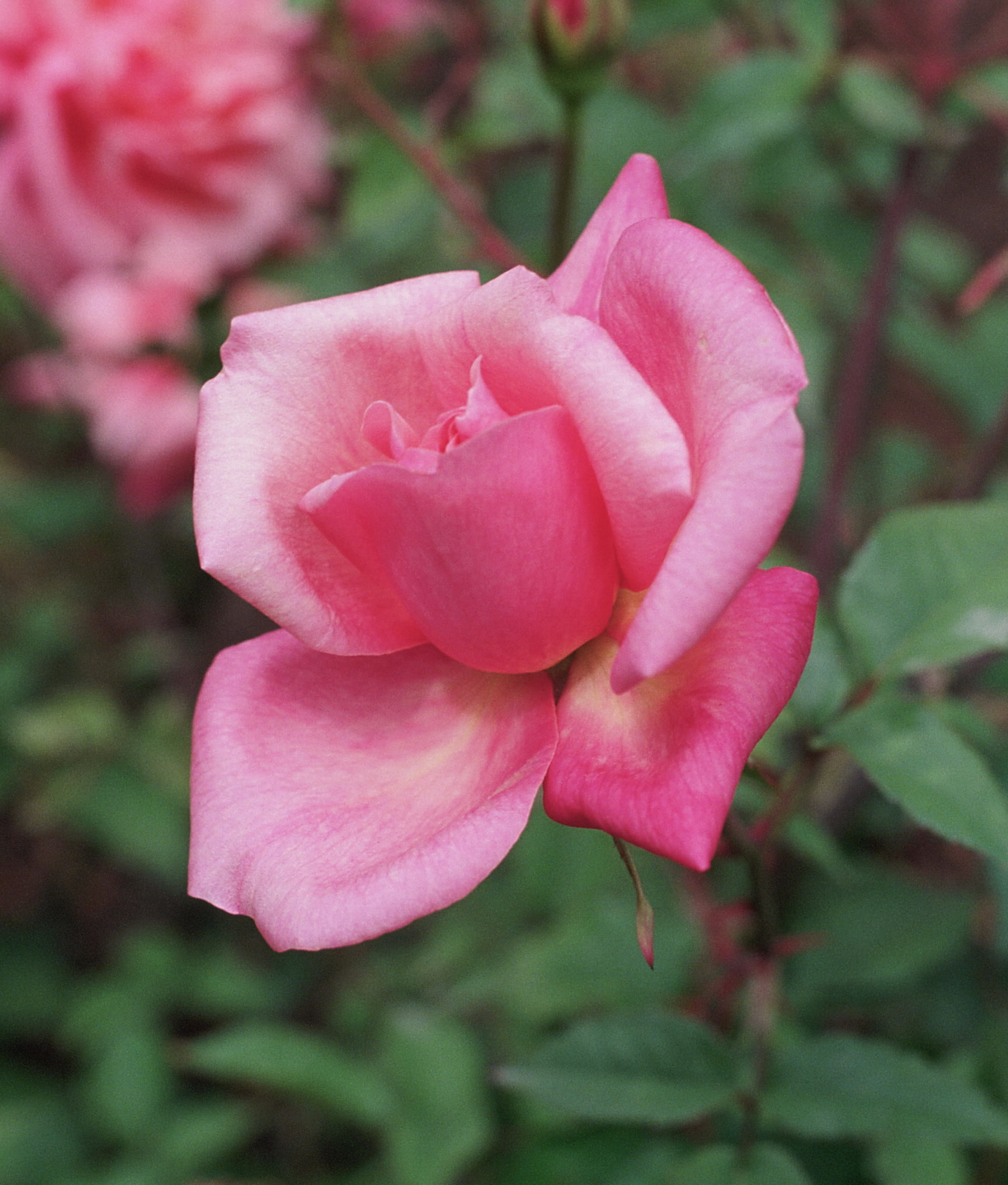
'Le Vésuve', Laffay 1825.
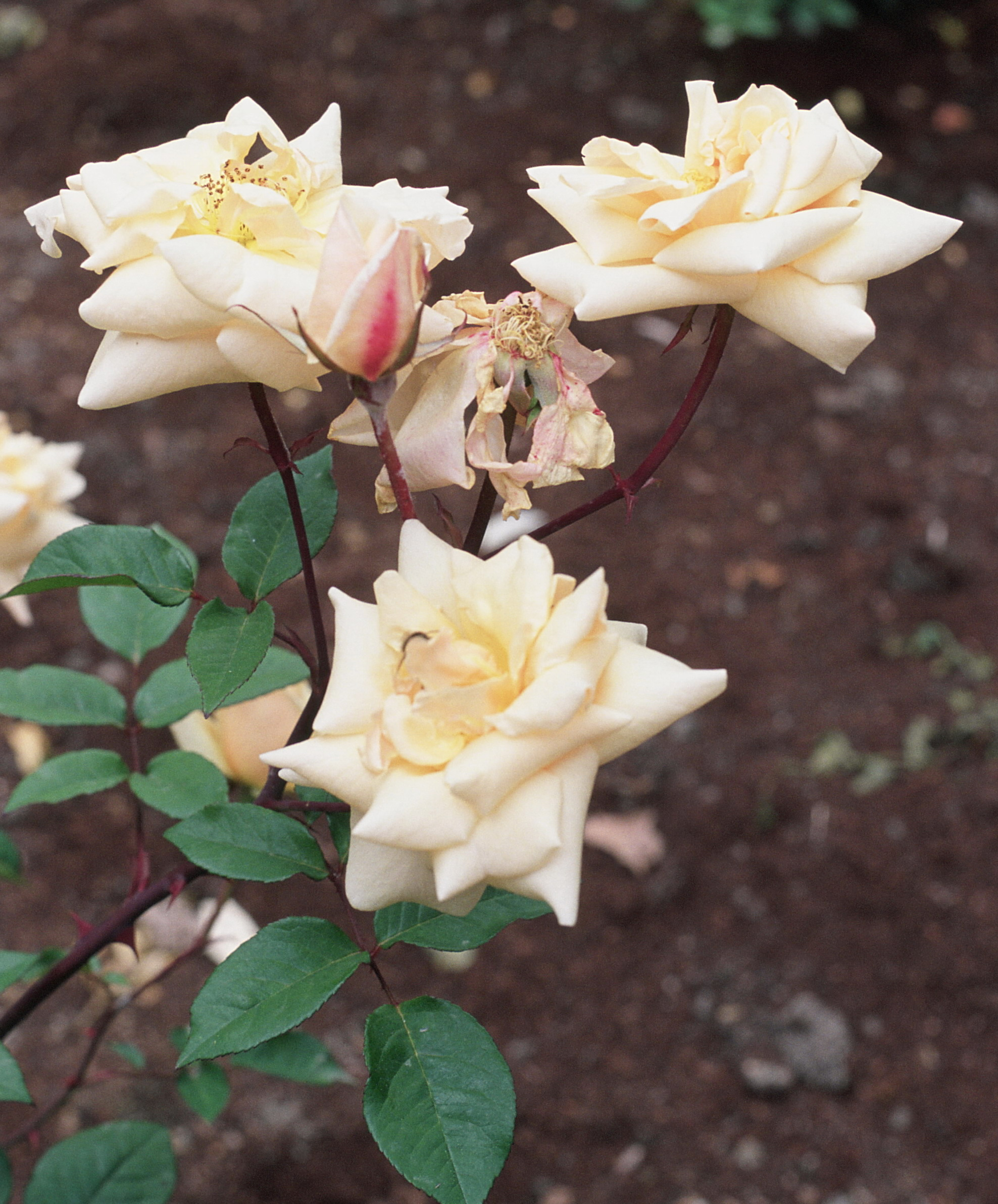
'Safrano',  Beauregard 1839.
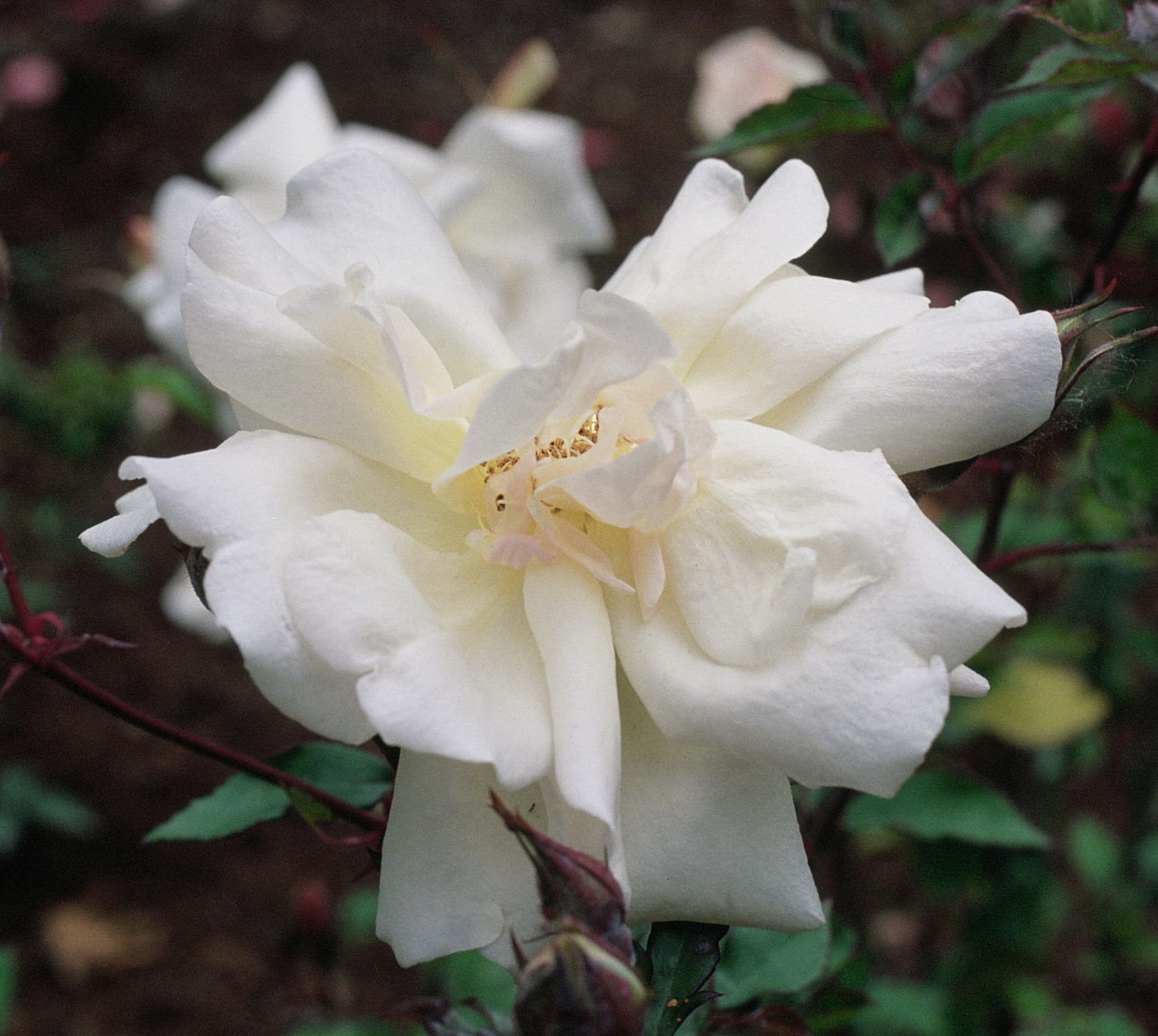
'Rival de Paestum', Béluze 1841.
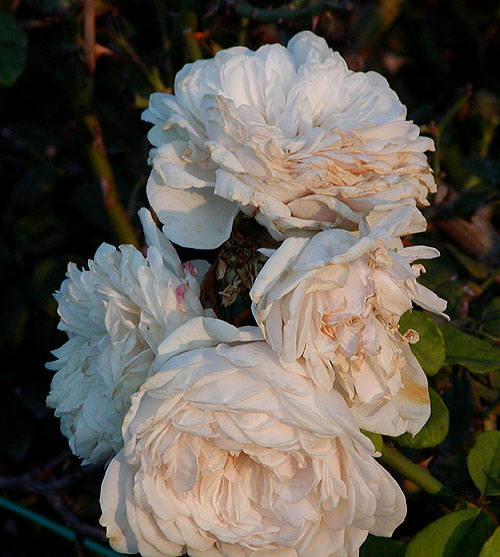
'Sombreuil', Robert 1850.
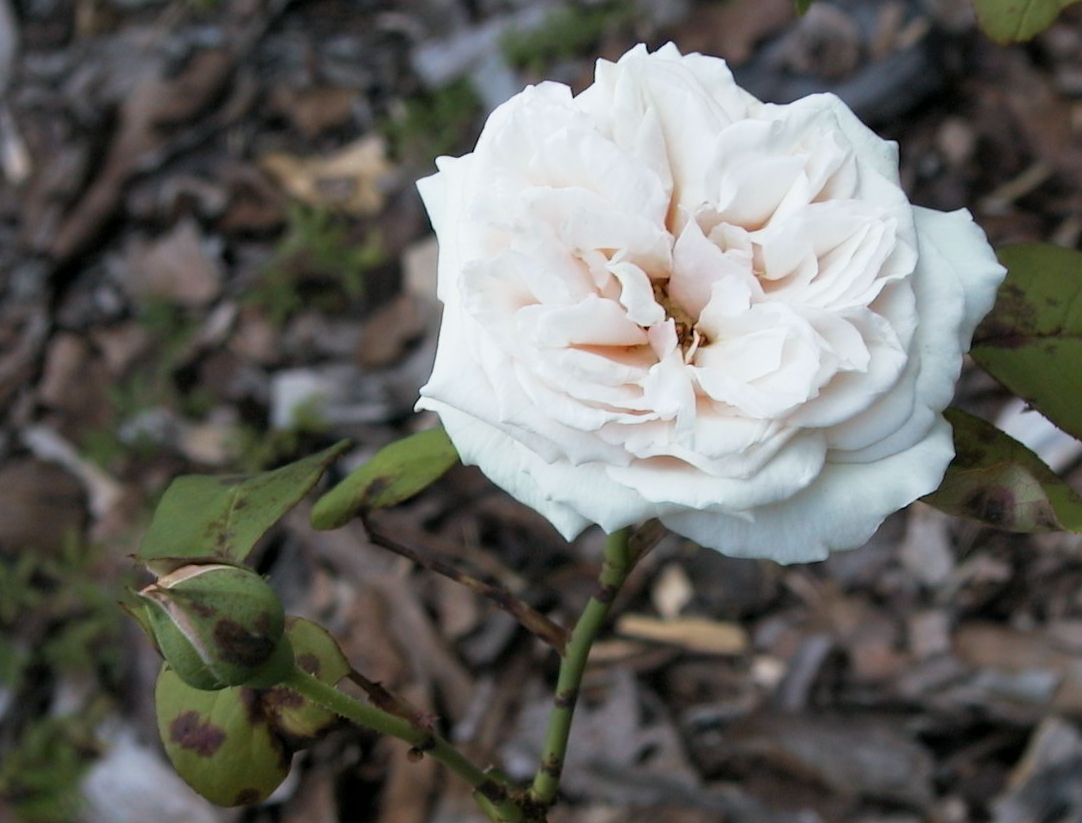
'Gloire de Dijon', Jacotot 1853.
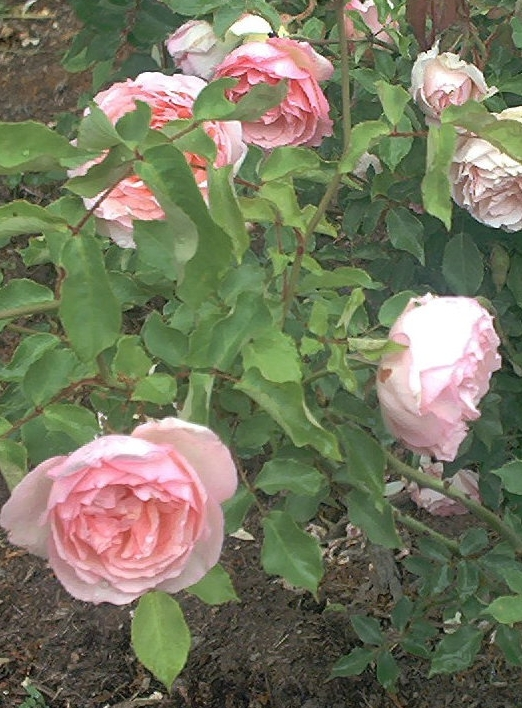
'Duchesse de Brabant', Bernède 1857.
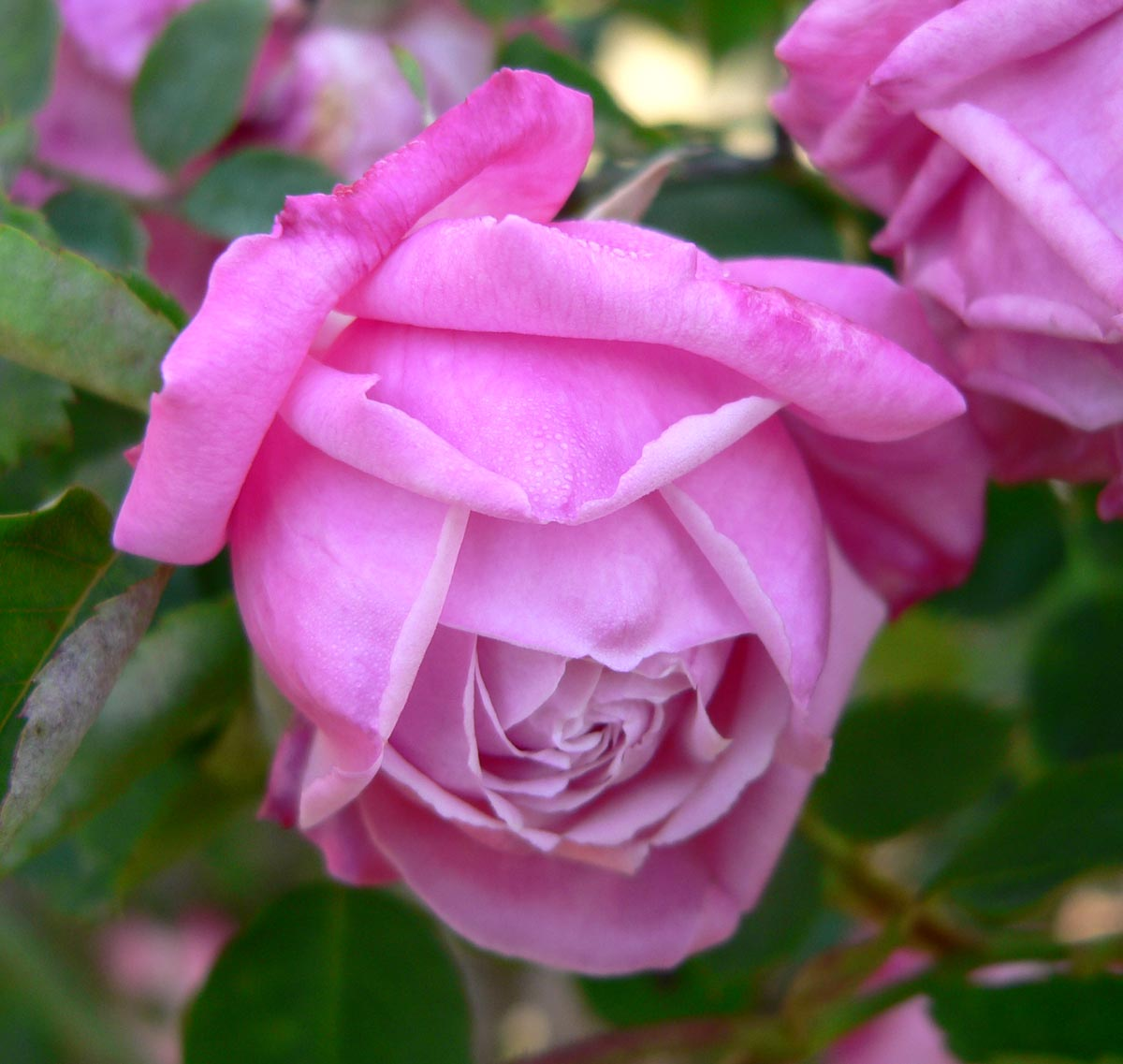
'Maman Cochet', Cochet 1893.
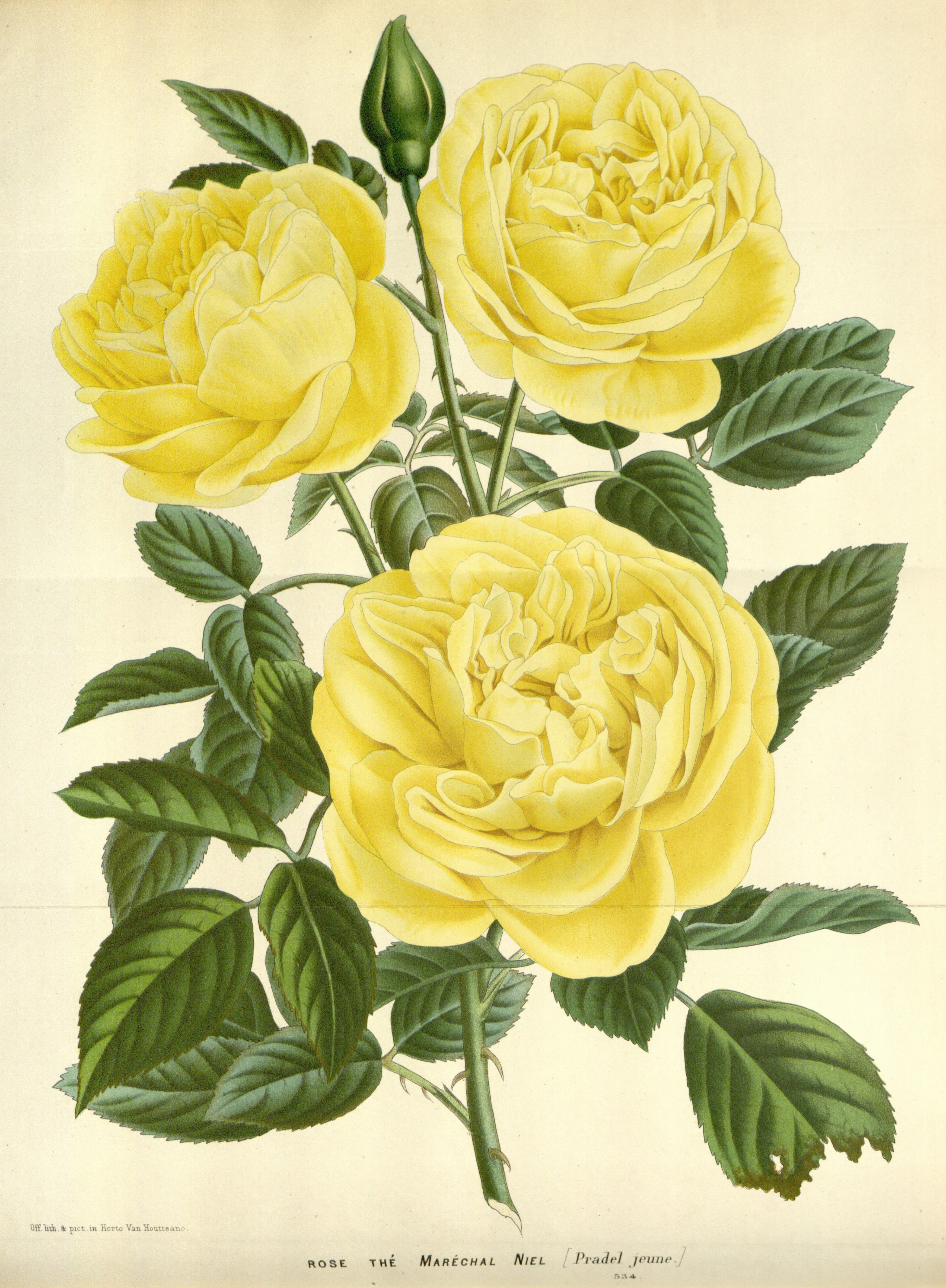
'Maréchal Niel', Pradel 1864.
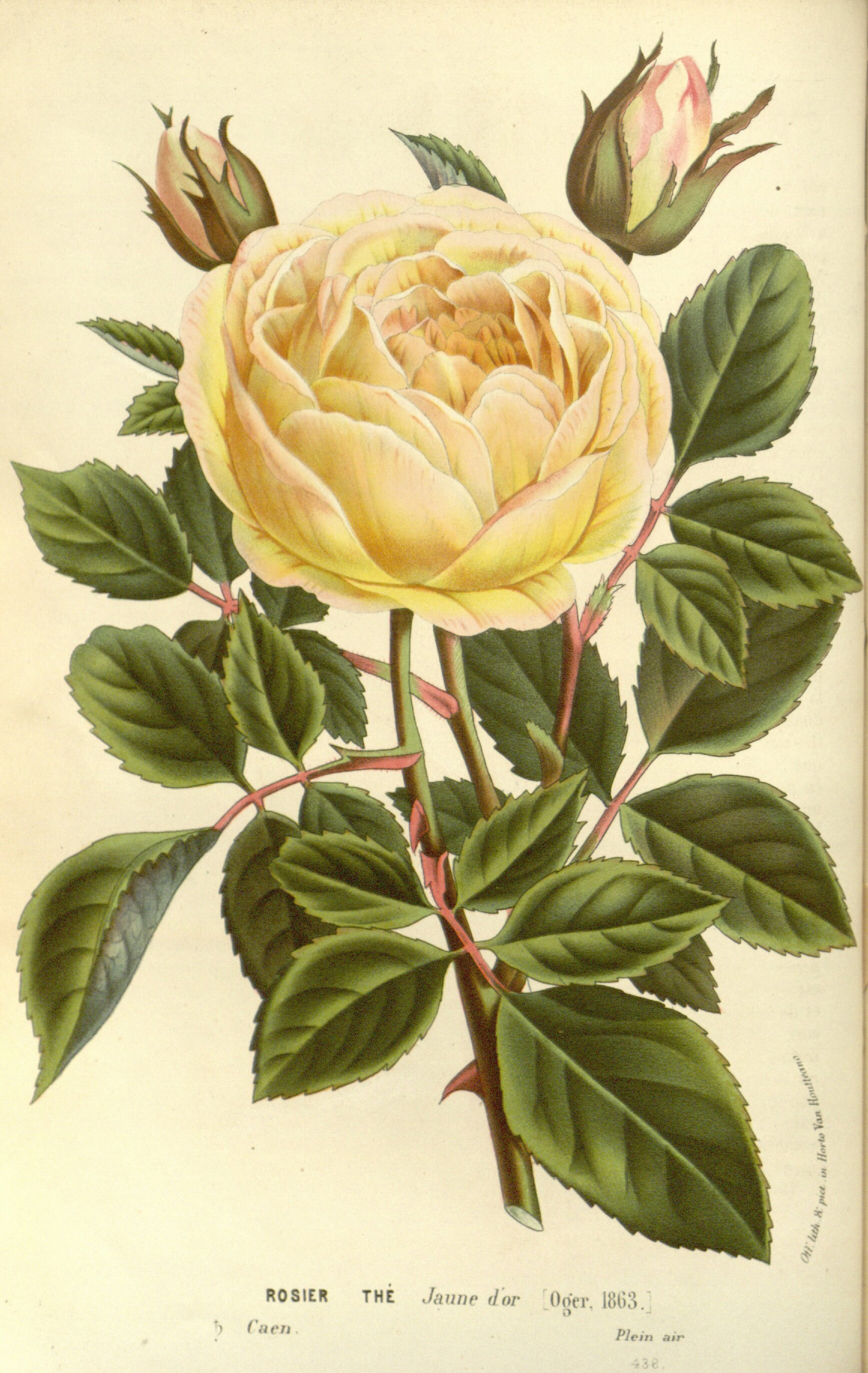
'Jaune d'Or', Oger 1864.
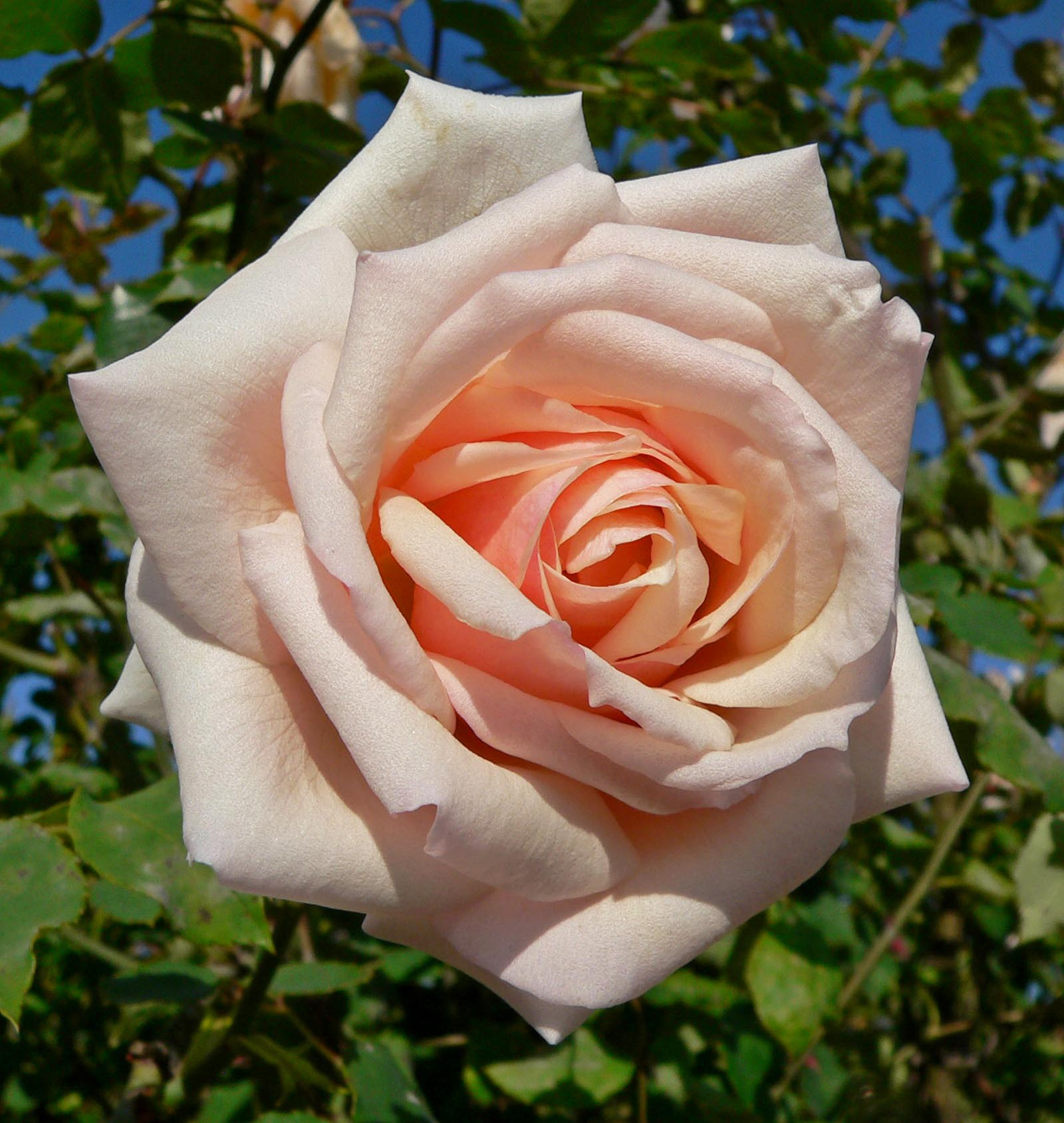
'Catherine Mermet', Guillaud 1869.
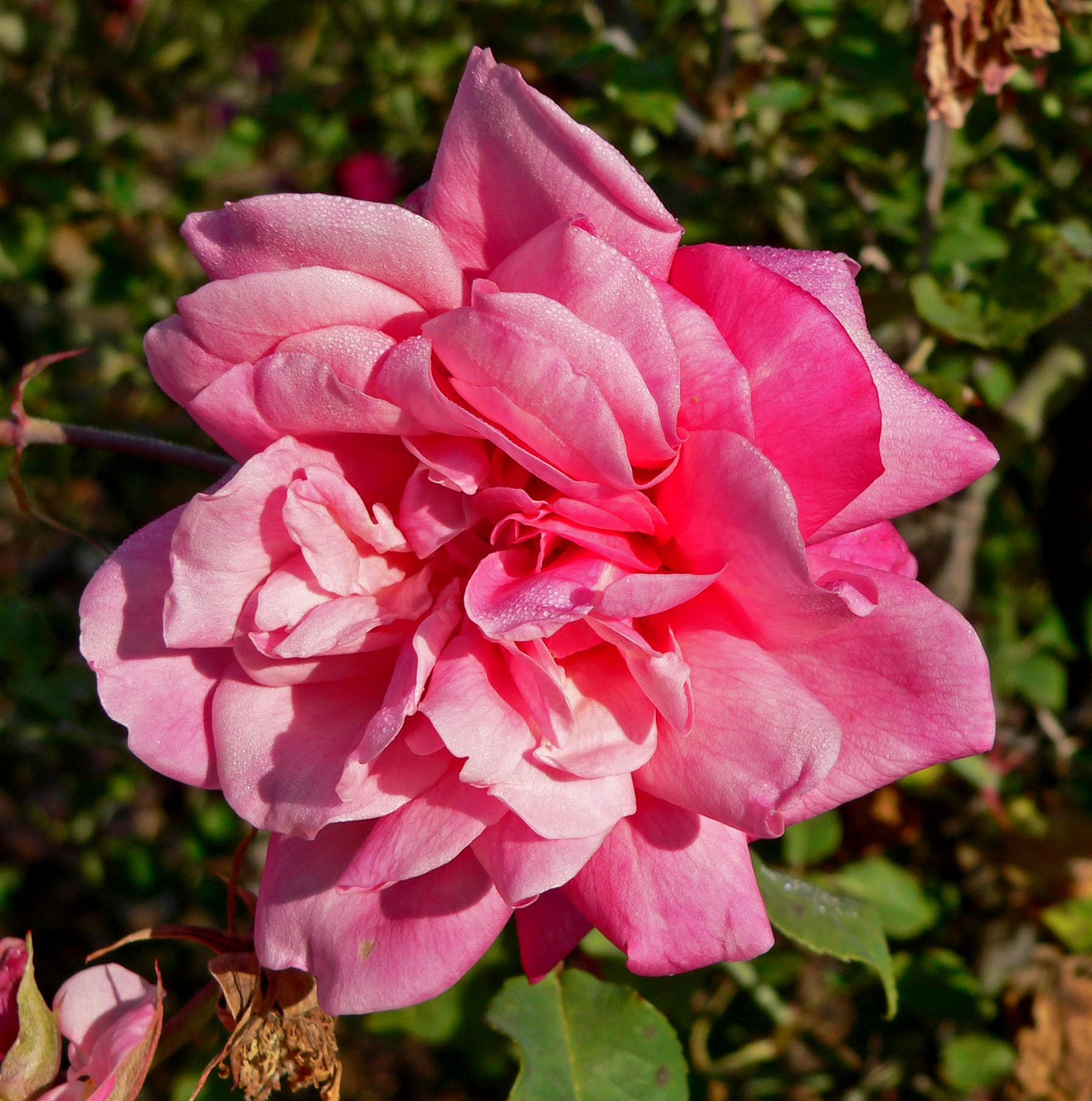
'Archiduc Joseph', Nabonnand 1892.
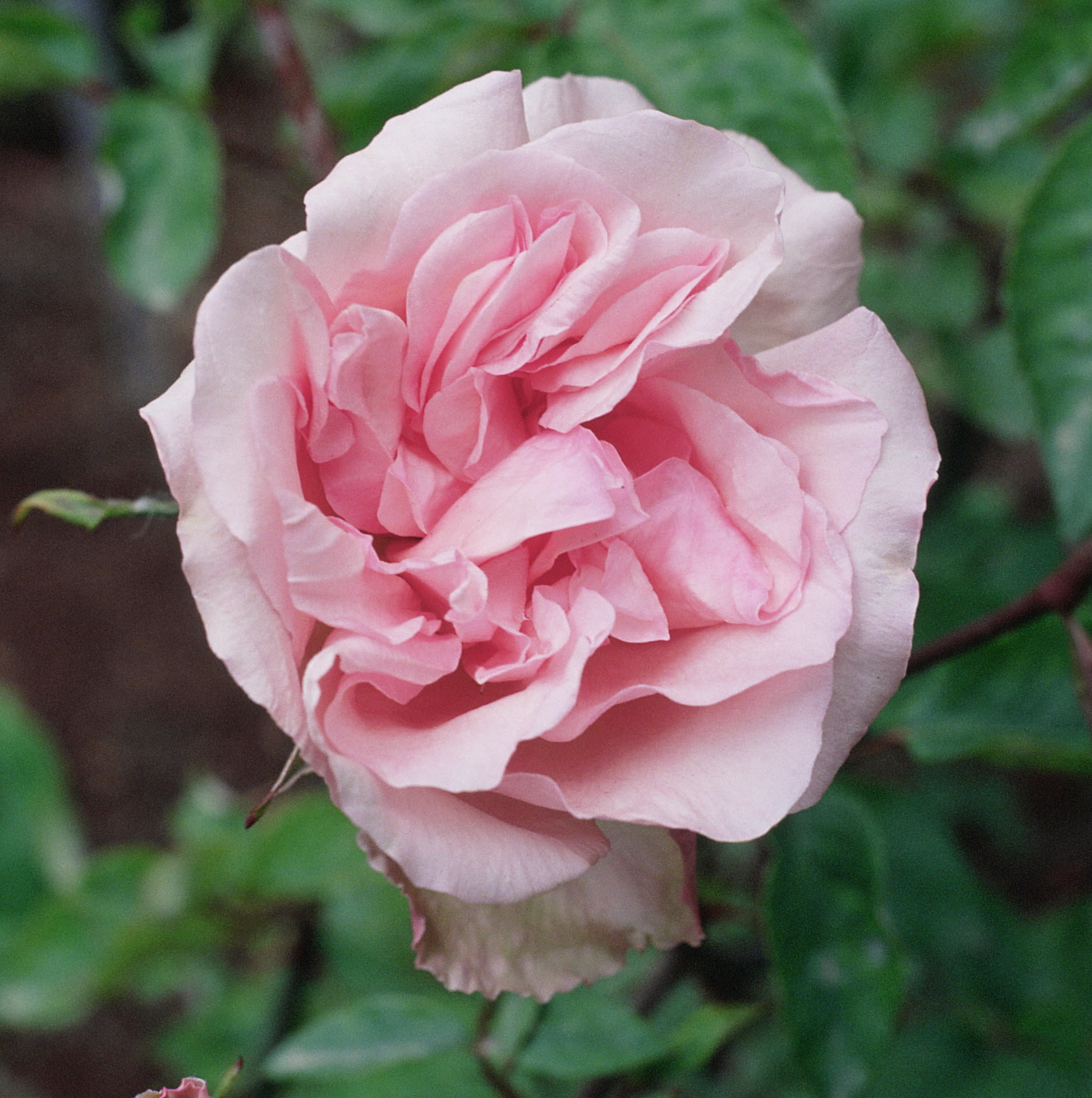
'Mme Émilie Charron', Perrier 1895.
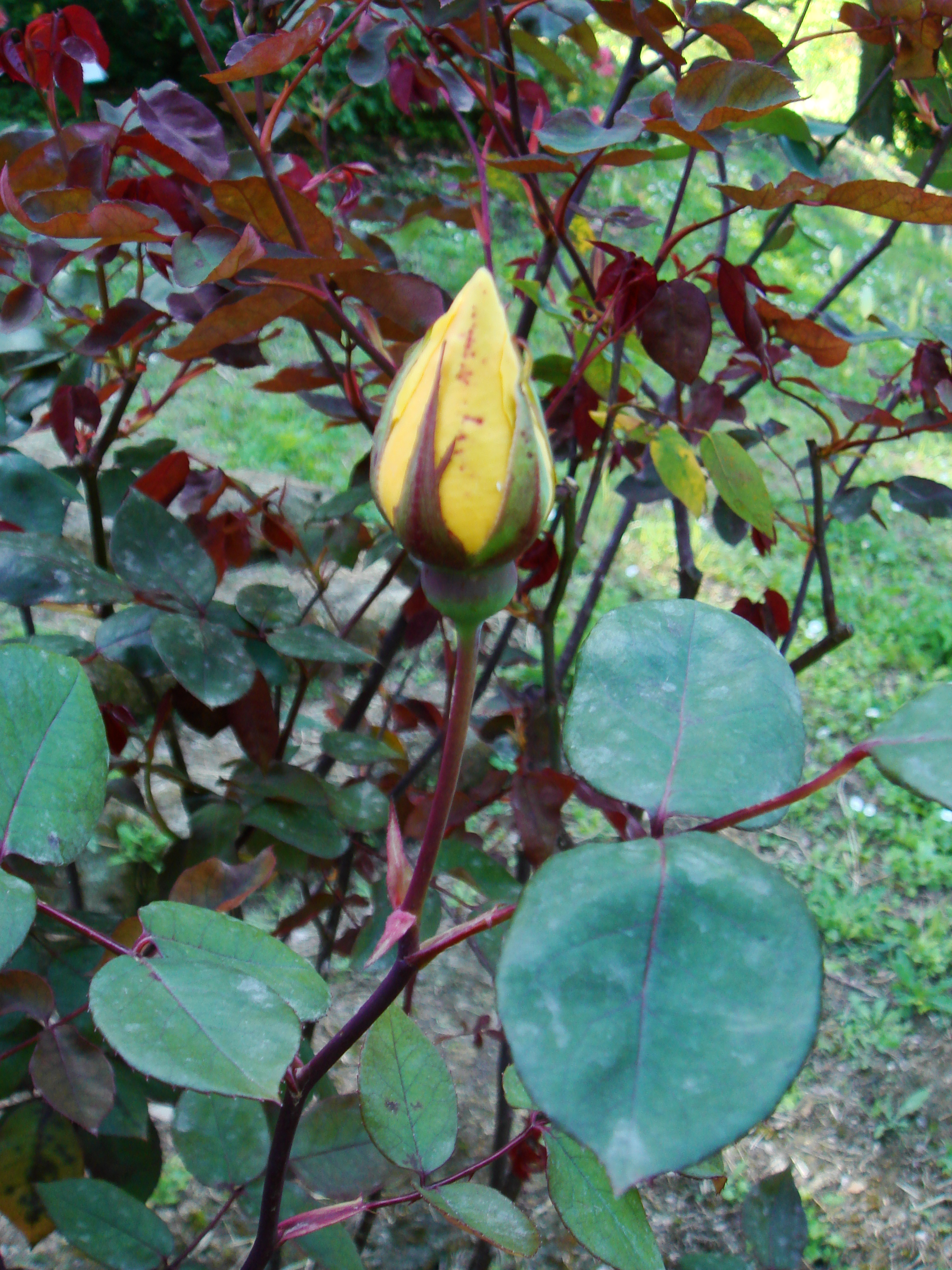
'Lady Hillingdon', Lowe & Shawyer 1910.